# Ксібет-Сараєт
Ксібет-Сараєт — місто в Тунісі. Входить до складу вілаєту Сус. Станом на 2004 рік тут проживало 8 762 особи.